# Balística interna
Entende-se por Balística Interna a secção da balística que estuda os fenómenos que ocorrem dentro do cano de uma arma de fogo durante o seu disparo. Mais especificamente estuda as variações de pressão dentro do cano, as acelerações sofridas pelos projécteis, a vibração do cano, entre outras coisas.

## Iniciação
Uma arma de fogo ao disparar começa por iniciar a carga (espoleta) de pólvora da munição. A queima da pólvora origina gases que por estarem confinados vão originar pressão que por sua vez actua na base do projéctil, fazendo força nele. É graças à  obturação que os gases não escapam para mais lado nenhum a não ser a boca do cano. A rapidez de queima é proporcional à pressão, logo, as altas pressões geradas vão acelerar a própria queima. No principio das armas de fogo só existia a pólvora negra. Actualmente existem inúmeras pólvoras diferentes, onde entre cada uma pode variar a sua vivacidade característica, tamanho e forma (que pode ir desdes simples grãos a cilindros ocos, p.e.). Uma pólvora muito viva, queima rapidamente que origina altas pressões rapidamente que por sua vez aceleram a queima.

## Seguimento do projéctil
O projéctil só inicia o movimento depois de ter ocorrido o seu forçamento para fora do invólucro e nas estrias do cano (a não ser que seja um cano de alma lisa) que lhe conferem um movimento rotacional. O projéctil vai então adquirir uma enorme velocidade em pouco espaço (p.e. no fuzil de assalto HK G3 a alcança uma velocidade de saída de cerca de 800 m/s que adquiriu em apenas 45cm).

Animação.

## Gráficos de pressão

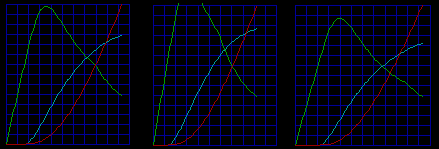
Gráfico de uma simulação do projétil de 5,56×45mm NATO, disparado de um cano de 20 polegadas (510 mm). O eixo horizontal representa o tempo, o eixo vertical representa a pressão (linha verde), o deslocamento do projétil (linha vermelha) e a velocidade do projétil (linha azul clara). Os valores mostrados no topo são valores de pico.

Os gráficos de pressão são o tema central da Balística Interna. Para que uma arma tenha um bom rendimento dos gases da queima e ao mesmo tempo tentar ter canos leves e menos resistentes há que olhar para os gráficos de pressão. Se usarmos uma grande carga de pólvora na munição, as pressões máximas são proporcionalmente maiores. Deve-se então jogar com a forma da pólvora de maneira a que queime lentamente ao principio, quando o projéctil avança com pouca velocidade e com maior velocidade quando o projéctil já começa a deixar espaço livre atrás de si devido à sua velocidade. Existem inúmeras maneiras de obter isto, ora com cargas de pólvora menos vivas, ora com a sua quantidade, ora com a forma dos grãos de carga, ora com o peso do projéctil, etc. Estes conceitos não se aplicam tanto a armas portáteis, tanto porque a variedade de pólvoras para estas armas não é muita, e uma boa resistência dos canos não é dificil de atingir.